# Margarita María López de Maturana
María Pilar López de Maturana, en religió Margarita María (Bilbao, Biscaia, 25 de juliol de 1884 - Sant Sebastià, 23 de juliol de 1934), fou una religiosa basca, fundadora de la congregació de les Germanes Mercedàries Missioneres. És venerada com a beata per l'Església Catòlica.

## Biografia
Nascuda a Bilbao juntament amb la seva germana bessona Leonor, fou batejada a la parròquia de San Antón. D'adolescent, sa mare la va internar al col·legi de les mercedàries de Berriz, on se li va desvetllar la vocació religiosa. El 10 d'agost de 1903, ingressa en la congregació mercedària i pren el nom de Margarida Maria. Sa germana, poc abans, s'havia fet novícia de les Carmelites de la Caritat de Vitòria.
En 1906, comença a ensenyar; dedicada a la pregària i l'ensenyament, vol portar més enllà el carisma de la comunitat i, arran del contacte amb missioners, a partir de 1913, pensa que les mercedàries també siguin missioneres. Crea, en 1920, una associació de laics: la Juventud Mercedaria Misionera de Bérriz, que fomentava l'esperit missioner en les joves, que havien d'estendre la fe cristiana allí on fossin.
En 1924, demanà permís a la Santa Seu perquè les monges poguessin deixar la clausura, ja amb la idea ferma de refundar la comunitat com a institut missioner. El quart vot mercedari de la redempció de captius, es convertiria en el de romandre en la missió tot i que hi hagués perill de mort.. El 23 de gener de 1926, Pius XI el donà a títol experimental, i la comunitat començà a enviar monges a Orient, al vicariat apostòlic de Wuhu (Xina). El mateix any, s'obrí una comunitat a la Xina i, en 1928, al Japó i a l'illa de Saipan. En 1928, Margarida Maria fou elegida superiora del convent de Berriz i va anar personalment a acompanyar les germanes d'una missió, visitant les comunitats existents i fundant de noves a Tòquio i a l'illa de Pohnpei. El viatge és narrat en la seva obra Viaje misionero alrededor del mundo.
En 1930, amb l'acord unànime de les 94 germanes que en formaven part, enviar a la Santa Seu la petició definitiva per a la transformació de la comunitat. L'aprovació donà lloc a la fundació de les Mercedàries Missioneres de Berriz, oficialment Germanes Mercedàries Missioneres. La fundadora fou elegida superiora del nou institut, però aviat emmalaltí greument i morí el 23 de juliol de 1934.
El 16 de març de 1987, Joan Pau II va proclamar-la venerable; fou beatificada el 22 d'octubre de 2006 a la catedral de Bilbao, en una cerimònia presidida pel cardenal José Saraiva Martins en representació de Benet XVI.